# Осада Львова (1655)
Осада Львова — событие времён русско-польской войны 1654—1667. В октябре 1655 года войска гетмана Богдана Хмельницкого и воеводы Василия Бутурлина держали в осаде город Львов. В начале ноября из-за наступления крымского хана, союзника Речи Посполитой, русско-казацкие войска сняли осаду с города и выдвинулись навстречу ханскому войску.

## Предыстория
Успехи русской армии в Белоруссии летом 1655 года создали благоприятную обстановку для развития наступления на южном театре военных действий. Главной действующей армией Речи Посполитой на этом направлении была армия Великого коронного гетмана Станислава Потоцкого, которая собиралась под Львовом. Великий гетман пытался связаться с крымским ханом для организации совместных действий против русско-казацких сил. Но хан отказал гетману: «во всем де крымский хан ему, гетману, отказал и помогать им, польским людем, не хочет». Причиной этому были действия донских казаков, которые летом 1655 года пошли морем на Крым, захватили город Судачок и совершали набеги на крымские населённые пункты. Османской империи даже пришлось направить свой флот в Крым, но он был разбит казаками. Донские казаки должны были принять участие в крымском походе князя Фёдора Одоевского, но из-за «морового поветрия» в Астрахани князь остался в Саратове и поход не состоялся.
1 июля 1655 года из Белой Церкви к Брацлаву выступили полки Богдана Хмельницкого и князя Григория Ромодановского. 2 июля выступили полки воевод Василия Бутурлина и Андрея Бутурлина. В августе войска подошли к Каменец-Подольскому. По дороге казаки разбили отряд полковника Моховского и взяли город Меджибож. В конце августа войска заняли город Скала: «а в тем… городке сидели в осаде крестьянство и… выходили и говорили, что под… государевою высокую рукою быть рады». К 4 сентября были заняты Язловец, Бучач, Бережаны, Теребовля, Поток, Подгайцы и Гусятин. В это время стало известно, что к гетману Потоцкому подошло подкрепление посполитого рушения. Хмельницкий и Бутурлин спешно выдвинулись к Львову. 18 сентября 1655 года русско-казацкие войска вышли к городу.

## Осада
При приближении противника гетман Потоцкий отступил к Солёному Городку в трех милях от Львова. Против войск гетмана был послан полк князя Григория Ромодановского. 20 сентября произошло сражение, был «большой бой с седьмого часа по самую ночь». Войска Великого гетмана были разбиты и рассеяны. Князю Ромодановскому достались бунчук Коронного гетмана, знамёна, литавры, весь обоз и множество пленных. В плен попал племянник Великого гетмана Ян Потоцкий.
В период осады гетман Хмельницкий и воевода Бутурлин не предпринимали активных действий по захвату Львова. Войска вели обстрел города, а одновременно шли переговоры с городскими властями о сдаче. Основная активность осаждающих войск развернулась в округе. С целью выравнивания фронта и установки связи с войсками князя Алексея Трубецкого, которые продвигались в сторону Бреста, в поход на Ярослав был направлен отряд под командованием стольника Петра Потёмкина, полковника рейтарского строя Дениса Фанвисина и наказного гетмана Данилы Выговского. Отряд взял также города Люблин (см. осада Люблина), Ленчну, Раву, Грубешов и Красныстав. 26 октября отряд Потёмкина и Выговского вернулся под Львов.
24 октября стало известно, что крымский хан выступил на Украину. 27 октября сотник Михаил Менковский сообщил, что хан с крымскими, ногайскими, белгородскими и очаковскими татарами идёт «государевым черкасским городам к полякам на помочь и пришол к Чолганскому Камени, а хочет приходить на наш обоз».
Требование о прекращении осады Львова казацкими войсками и их возвращения в Поднепровье поставил шведский король Карл Х Густав. Легкость полученных шведской армией побед над поляками, а также фактор добровольного признания польской шляхтой превосходства шведского короля Карла Х Густава подтолкнули последнего к мнению о нецелесообразности распространения власти гетмана на галицкие земли. Несмотря на определенное напряжение в это время отношений с российским командованием, а также на реальную угрозу со стороны Крымского ханства, Б. Хмельницкий не пошел на конфликт со Швецией. Ввиду того, что основные силы русско-казацкого войска находились под Львовом, создавалась реальная угроза Среднему Поднепровью. Гетман Хмельницкий и воевода Бутурлин приняли решение снять осаду с Львова и выступить навстречу ханскому войску, с которым они сошлись в битве под Озёрной.